# 美國自由意志黨派系
美国自由意志党由多个政治派系组成。

美国自由意志党竞选标志

尽管自由意志党被描述为“左翼自由意志主义”或“右翼自由意志主义”，但该党党员并不认同使用这些术语来定义其政治理念。

## 派系历史
一个由古典自由主义者、最小国家主义者和无政府资本主义者所组建的美国泛政治联盟改组成了现在的自由意志党；尽管该党党内还有许多其他较小派系，但是它们在党内没有什么重大影响。1974年，当时党内较大的最小国家主义派和次大的无政府资本主义派在达拉斯联合召开了自由意志党全国代表大会并在会上达成了《达拉斯协议（Dallas Accord）》。这是一份隐含党内派系间相符妥协的协议；协议达成了一项纲领，但并没有明确说明是否继续保留“国家”这个形式。
多年来，无政府资本主义派的确在自由意志党党内与最小国家主义派辩论乃至发生冲突。 当随着自由意志党激进核心小组的重新走上正规，无政府主义派系开始出现上升势头。在罗恩·保罗寻求1988年美国总统选举的自由意志党党内提名时，自由意志党大部分党员认为其过于保守而转为支持身为美国原住民的政治人物——拉塞尔·米恩斯以反对罗恩·保罗。

## 现存派系
- 无政府资本主义派
- 最小政府派
- 自由意志社会主义派
- 古自由意志主义派（英语：Paleolibertarianism）

## 曾有派系
- 客观主义派（英语：Objectivist movement）
- 绿色自由意志派（英语：Green libertarianism）

### 美国两党派系
- 美国民主党派系
- 美国共和党派系